# Наръшки надпис
Наръшкият надпис е български граничен надпис на гръцки език от началото на X век.

## История
Издълбан е на мраморна колона, открита край село Наръш (днес Неа Филаделфия) на около 20 км северно от Солун, край река Галик. За него пръв съобщава датският археолог Карл Фредерик Кинх. За пръв път надписът е обнародван през 1898 г. почти едновременно от българския учен Георги Баласчев и от директора на руския археологически институт в Цариград Фьодор Успенски.
Надписът е ценен извор за българо-византийската граница в началото на X век. Редица историци като Васил Златарски и други разглеждат информацията от надписа в светлината на други източници за опитите на цар Симеон да завладее Солун и Солунско. Наред с този надпис в същия район са намерени още два подобни гранични надписа - втори от село Наръш, намерен в непосредствена близост до първия, но с доста по-лошо съхранен надпис и друг видян край село Вардаровци (днес Аксиохори). Днес и двата паметника са изгубени за науката.
Надписът се съхранява в Археологическия музей в Цариград.

## Текст
На гръцки език:
| „ | а) Ετου[ς α]πο κτ(ισεως) κ(οσμου) ςυιβ', ιν(δικτιωνος) ζ' δρος Ρωμαιων κ(αι) Βουλγαρ(ων) επι Συμεον εκ ϴ(εο)υ αρχ(οντος) Βουλγαρ(ων) επι Θεοδωρου ολγου τρακανου επι Δριστρου κομιτου b) [δρο]Σ ΡΩΜ[αιω]Ν ΚΑΙ ΒȢΡΓΑΡ[ων] ...............ΘΥ.........ΒΟΥ... ...............ΓΟΥΤΡΑΚΑΝΟΥ ...............ΟΥΚΟΜΙΤΟΥ | “ |

Превод:
| „ | Лето 6412 [904 година] от сътворението на света, индиктион 7. Граница на ромеи и българи при Симеон, архонт от Бога на българите, при Теодор Олгу таркан и при Дристър комита | “ |